# Tâla
Pour les articles homonymes, voir Tala (homonymie).
Le tâla est un cycle rythmique, élément essentiel des musiques classiques indiennes. Le mot tâla serait formé[réf. nécessaire] des syllabes tâ (de Tandava, la danse cosmique de Shiva) et de la (de Lasya, la contrepartie féminine de Tandava, attribuée à Parvati, l'épouse de Shiva).
Le tâla est composé de matras, qui sont des unités rythmiques (ou temps). Chaque tâla possède une structure propre, organisée par temps plus ou moins forts et faibles, le premier temps (appelé sam) étant le plus important. Viennent ensuite le ou les tali, et le ou les khali qui se caractérisent par la présence ou l'absence de clappement de mains. Le temps vide que « l'on offre aux dieux » permet aux musiciens de se repérer dans ce cycle long, permettant ainsi la préparation des improvisations et des compositions démarrant autour du sam. On peut donc avoir des tâlas qui ont le même nombre de temps mais pas la même structure.
Le sam n'est pas seulement le premier temps, c'est aussi le moment où les instrumentistes se rejoignent après des variations ou improvisations. C'est donc un signal très fort de ralliement.
Il faut se représenter le tâla comme un mode rythmique, avec la manière de s'en servir, infiniment plus riche que les rythmes occidentaux. Plusieurs centaines de tâlas ont été expérimentés au cours des siècles, de nos jours seulement quelques dizaines sont régulièrement utilisés.
Le thekâ est la forme de base du cycle, prête à être exécutée par une percussion, puisque chaque mot (bol) indique une frappe particulière.
Les tâlas de la musique indienne ne sont pas les mêmes au nord (musique hindoustanie) qu'au sud (musique carnatique) ; bien que similaires et portant des noms identiques, ils ne sont pas construits de la même manière. La musique carnatique en a une vision beaucoup plus mathématique avec des divisions complexes.

## Principaux tâlas de la musique hindoustanie
| Description du tâla                     | Décomposition |
| --------------------------------------- | ------------- |
| Dâdrâ, cycle rythmique à 6 temps        | 3-3           |
| Rupak, cycle rythmique à 7 temps        | 3-2-2         |
| Tivra, cycle rythmique à 7 temps        | 3-2-2         |
| Dhumali, cycle rythmique à 8 temps      | 4-4           |
| Kaharwa, cycle rythmique à 8 temps      | 4-4           |
| Jhaptâl, cycle rythmique à 10 temps     | 2-3-2-3       |
| Sooltâl, cycle rythmique à 10 temps     | 2-2-2-2-2     |
| Ektâl, cycle rythmique à 12 temps       | 2-2-2-2-2-2   |
| Chautâl, cycle rythmique à 12 temps     | 2-2-2-2-2-2   |
| Ada Chautâl, cycle rythmique à 14 temps | 2-4-4-4       |
| Dipchandi, cycle rythmique à 14 temps   | 3-4-3-4       |
| Jhumra, cycle rythmique à 14 temps      | 3-4-3-4       |
| Dhamâr, cycle rythmique à 14 temps      | 5-2-3-4       |
| Tilwara, cycle rythmique à 16 temps     | 4-4-4-4       |
| Punjabi, cycle rythmique à 16 temps     | 4-4-4-4       |
| Tîntâl, cycle rythmique à 16 temps      | 4-4-4-4       |

### Tîntâl
Le tîntâl ou teentaal ou tritâl est le rythme le plus couramment utilisé dans la musique savante du nord de l'Inde, dans le style khyal, par les tablâs. Cycle parfait de symétrie, il a 16 matras, 4 vibhags (sections) et se décompose ainsi :
4 + 4 + 4 + 4
| Matra | 1   | 2    | 3    | 4   | 5   | 6    | 7    | 8   | 9   | 10  | 11  | 12  | 13  | 14   | 15   | 16  |
| ----- | --- | ---- | ---- | --- | --- | ---- | ---- | --- | --- | --- | --- | --- | --- | ---- | ---- | --- |
| Clap  | X   |      |      |     | 2   |      |      |     | 0   |     |     |     | 3   |      |      |     |
| Thekâ | Dha | Dhin | Dhin | Dha | Dha | Dhin | Dhin | Dha | Tha | Tin | Tin | Tha | Dha | Dhin | Dhin | Dha |

### Punjabi
Le punjabi ou sitarkhani  est parfois appelé improprement adha. On ne sait pas s'il est un véritable tâla ou s'il n'est qu'une variation du tîntâl, en amont ou en aval (convergence ou divergence), mais il mérite une section car il en diffère surtout au niveau du thekâ. Très utilisé dans les thumris et la musique instrumentale, il a 16 matras, 4 vibhags et se décompose ainsi :
4 + 4 + 4 + 4
| Matra | 1   | 2   | 3   | 4   | 5   | 6   | 7   | 8   | 9   | 10  | 11 | 12 | 13 | 14  | 15  | 16  |
| ----- | --- | --- | --- | --- | --- | --- | --- | --- | --- | --- | -- | -- | -- | --- | --- | --- |
| Clap  | X   |     |     |     | 2   |     |     |     | 0   |     |    |    | 3  |     |     |     |
| Thekâ | Dha | -Dh | in- | Dha | Dha | -Dh | in- | Dha | Dha | -ti | n- | Na | Na | -Dh | in- | Dha |

### Tilwara
Le tilwara est un rythme très similaire au tîntâl, dont il ne diffère que par le thekâ, et donc non pas la structure rythmique, mais le choix du timbre et de l'ornement. Il a 16 matras, 4 vibhags et il se décompose ainsi : 
4 + 4 + 4 + 4
| Matra | 1   | 2        | 3    | 4    | 5   | 6   | 7   | 8   | 9  | 10       | 11   | 12   | 13  | 14  | 15   | 16   |
| ----- | --- | -------- | ---- | ---- | --- | --- | --- | --- | -- | -------- | ---- | ---- | --- | --- | ---- | ---- |
| Clap  | X   |          |      |      | 2   |     |     |     | 0  |          |      |      | 3   |     |      |      |
| Thekâ | Dha | Tirakita | Dhin | Dhin | Dha | Dha | Tin | Tin | Ta | Tirakita | Dhin | Dhin | Dha | Dha | Dhin | Dhin |

### Dhamâr
Le dhamâr est un rythme spécifique au style dhrupad.  C'est un rythme difficile car non symétrique, ni binaire, ni ternaire. Il a 14 matras, 4 vibhags et se décompose ainsi : 
5 + 2 + 3 + 4
| Matra | 1   | 2   | 3  | 4   | 5  | 6   | 7 | 8  | 9  | 10 | 11 | 12 | 13 | 14 |
| ----- | --- | --- | -- | --- | -- | --- | - | -- | -- | -- | -- | -- | -- | -- |
| Clap  | X   |     |    |     |    | 2   |   | 0  |    |    | 3  |    |    |    |
| Thekâ | Kat | Dhe | Te | Dhe | Te | Dha | - | Ge | Te | Te | Te | Te | Ta | -  |

### Jhumra
Le jhumra ou jhoomra est un cycle réservé aux mouvements lents des râgas. Il a 14 matras, 4 vibhags, et se décompose ainsi :
3 + 4 + 3 + 4
| Matra | 1    | 2    | 3    | 4    | 5    | 6     | 7        | 8   | 9   | 10   | 11   | 12   | 13    | 14       |
| ----- | ---- | ---- | ---- | ---- | ---- | ----- | -------- | --- | --- | ---- | ---- | ---- | ----- | -------- |
| Clap  | X    |      |      | 2    |      |       |          | 0   |     |      | 3    |      |       |          |
| Thekâ | Dhin | Dhin | Naka | Dhin | Dhin | Dhage | Tirikite | Tin | Tin | Naka | Dhin | Dhin | Dhage | Tirikite |

### Dipchandi
Le dipchandi est un cycle utilisé dans la musique semi-classique (thumri ou ghazal). C'est un rythme lent qui a 14 matras, 4 vibaghs et se décompose ainsi :
3 + 4 + 3 + 4
| Matra | 1   | 2    | 3 | 4   | 5   | 6   | 7 | 8  | 9   | 10 | 11  | 12  | 13   | 14 |
| ----- | --- | ---- | - | --- | --- | --- | - | -- | --- | -- | --- | --- | ---- | -- |
| Clap  | X   |      |   | 2   |     |     |   | 0  |     |    | 3   |     |      |    |
| Thekâ | Dha | Dhin | - | Dha | Dha | Tin | - | Ta | Tin | -  | Dha | Dha | Dhin | Na |

### Ada Chautâl
Le cycle ada chautâl est assez rare, et limité à la musique vocale. Il a 14 matras, 7 vibbhags et se décompose ainsi :
2 + 4 + 4 + 4
| Matra | 1    | 2        | 3    | 4  | 5   | 6  | 7  | 8  | 9        | 10   | 11 | 12   | 13   | 14 |
| ----- | ---- | -------- | ---- | -- | --- | -- | -- | -- | -------- | ---- | -- | ---- | ---- | -- |
| Clap  | X    |          | 2    |    | 0   |    | 3  |    | 0        |      | 4  |      | 0    |    |
| Thekâ | Dhin | Tirikite | Dhin | Na | Too | Na | Ka | Ta | Tirekite | Dhin | Na | Dhin | Dhin | Na |

### Chautâl
Le chautal ou chartâl ou dhrupad est le cycle rythmique principal du style dhrupad de l'Inde du nord, joué au pakhâwaj. Considéré comme le cycle roi car unissant phases binaires et ternaires, il a 12 matras, 6 vibhags et se décompose comme suit :
2 + 2 + 2 + 2 + 2 + 2
| Matra | 1   | 2   | 3    | 4  | 5    | 6   | 7    | 8  | 9    | 10   | 11   | 12   |
| ----- | --- | --- | ---- | -- | ---- | --- | ---- | -- | ---- | ---- | ---- | ---- |
| Clap  | X   |     | 0    |    | 2    |     | 0    |    | 3    |      | 4    |      |
| Thekâ | Dha | Dha | Dhin | Ta | Kite | Dha | Dhin | Ta | Kite | Kata | Gadi | Gena |

### Ektâl
Le cycle ektâl est un cycle généralement lent (vilambit) plutôt utilisé dans la musique vocale. Il a 12 matras, 6 vibhags et se décompose ainsi : 
2 + 2 + 2 + 2 + 2 + 2
| Matra | 1    | 2    | 3     | 4        | 5   | 6  | 7  | 8  | 9     | 10       | 11  | 12 |
| ----- | ---- | ---- | ----- | -------- | --- | -- | -- | -- | ----- | -------- | --- | -- |
| Clap  | X    |      | 0     |          | 2   |    | 0  |    | 3     |          | 4   |    |
| Thekâ | Dhin | Dhin | Dhage | Tirekite | Too | Na | Ka | Ta | Dhage | Tirekite | Dhi | Na |

### Jhaptâl
Le cycle jhaptâl est un cycle de complément de programme. Il est rare que les artistes débutent par lui, sauf les joueurs de shehnai. C'est un cycle qui varie pulsation binaire et ternaire. Il a 10 matras, 4 vibhags et se décompose ainsi :
2 + 3 + 2 + 3
| Matra | 1   | 2  | 3   | 4   | 5  | 6  | 7  | 8   | 9   | 10 |
| ----- | --- | -- | --- | --- | -- | -- | -- | --- | --- | -- |
| Clap  | X   |    | 2   |     |    | 0  |    | 3   |     |    |
| Thekâ | Dhi | Na | Dhi | Dhi | Na | Ti | Na | Dhi | Dhi | Na |

### Sooltâl
Le sooltâl ou sultâl ou sulfaktâl est un rythme rapide réservé au style dhrupad, pour les fins de concerts. C'est un cycle joyeux et dynamique. Il a 10 matras, 5 vibaghs, et se décompose ainsi :
2 + 2 + 2 + 2 + 2
| Matra | 1   | 2   | 3    | 4  | 5    | 6   | 7    | 8    | 9    | 10   |
| ----- | --- | --- | ---- | -- | ---- | --- | ---- | ---- | ---- | ---- |
| Clap  | X   |     | 0    |    | 2    |     | 3    |      | 4    |      |
| Thekâ | Dha | Dha | Dhin | Ta | Kite | Dha | Tita | Kita | Gadi | Gena |

### Kaharwâ
Le cycle kaharwâ est réservé aux dhuns, des compositions légères concluant un concert. C'est aussi un des deux grands rythmes populaires et folkloriques, joué aussi dans la musique filmi. Il est formé de 8 matras, 2 vibahgs et se décompose ainsi : 
4 + 4
| Matra | 1   | 2  | 3  | 4  | 5  | 6  | 7    | 8  |
| ----- | --- | -- | -- | -- | -- | -- | ---- | -- |
| clap  | X   |    |    |    | 0  |    |      |    |
| Thekâ | Dha | Ge | Na | Ti | Na | Ka | Dhin | Na |

### Dhumali
Le dhumali ou dhoomali est un cycle associé à kaharwa, dont il ne diffère que par la coloration. Il est employé pour la musique légère. Il a 8 matras, 2 vibahgs et se décompose :
4 + 4
| Matra | 1   | 2    | 3   | 4   | 5    | 6    | 7     | 8        |
| ----- | --- | ---- | --- | --- | ---- | ---- | ----- | -------- |
| clap  | X   |      |     |     | 0    |      |       |          |
| Thekâ | Dha | Dhin | Dha | Tin | Taka | Dhin | Dhage | Tirakita |

### Tivra
Le tivra est un cycle rapide du style dhrupad, joué au pakhâwaj. Il a 7 matras, 3 vibaghs et se décompose en :
3 + 2 + 2
| Matra | 1   | 2    | 3  | 4    | 5    | 6    | 7    |
| ----- | --- | ---- | -- | ---- | ---- | ---- | ---- |
| Clap  | 0   |      |    | 1    |      | 2    |      |
| Thekâ | Dha | Dhin | Ta | Tita | Kata | Gadi | Gena |

### Rupak
Le cycle rupak ou roopak est particulier car il ne commence pas par un temps fort, mais par un khali, à la place du sam. Très apprécié des instrumentistes, en particulier les flûtistes et les joueurs de sarod, il sert souvent d'introduction aux compositions suivantes, plus longues. Il comporte 7 matras, 3 vibhags, et se décompose ainsi :
3 + 2 + 2
| Matra | 1   | 2   | 3  | 4    | 5  | 6    | 7  |
| ----- | --- | --- | -- | ---- | -- | ---- | -- |
| Clap  | 0   |     |    | 1    |    | 2    |    |
| Thekâ | Tin | Tin | Na | Dhin | Na | Dhin | Na |

### Dâdrâ
Le cycle dâdrâ est le plus populaire de tous et il a un caractère très joyeux. Il sert aussi pour des parties finales de concert, ou pour la musique folklorique et filmique. Il a 6 matras, 2 vibhags et se décompose ainsi :
3 + 3
| Matra | 1   | 2   | 3  | 4   | 5   | 6  |
| ----- | --- | --- | -- | --- | --- | -- |
| Clap  | X   |     |    | 0   |     |    |
| Thekâ | Dha | Dhi | Na | Dha | Tun | Na |

## Principaux tâlas de la musique carnatique
Il existe diverses théories concernant le nombre de tâlas. La plus classique aujourd'hui en emploi 35 classés selon leurs divisions mathématiques.
Il y a sept rythmes de base, donnés avec leurs constituants (aṅga) : dhruva (1 laghu, 1 druta et 2 laghu), matya (1 laghu, 1 druta et 1 laghu), rūpaka (1 druta et 1 laghu), jhampa (1 laghu, 1 anudruta, et 1 druta), tripuṭa (1 laghu et 2 druta), aṭṭa (2 laghu et 2 druta) et eka (1 laghu).

### Âdi
Le tâla "Âdi" est un des premiers tâlas de la base, bien qu'il ne fait pas partie des 7 tâlas des Alangâras. En effet, ce tâla est une des 5 variantes de la "Triputha tâla"(les tâlas ayant une formule composant un laghu et deux dirthas (IOO)). Le tâla "Aadi" est, en fait, le "Triputha tâla du Chatuchtra Jâthi", de formule I4 O2 O2).

### Rûpaka
En 6 temps, composé d'un drutam et d'un laghu : 2 + 4

### Misra Châpu
En 7 temps, c'est une variété de châpu : 3 + 2 + 2

### Khanda Châpu
En 5 temps : 2 + 3

### Sankîrna Châpu
En 9 temps, c'est une variété de châpu : 2 + 1 + 2

### Tishra châpu
En 3 temps, c'est une variété de châpu : 1 + 2

### Dhruva
En 14 temps, composé d'un laghu, d'un drutam et de deux laghus : 4 + 2 + 4 + 4  

### Matya
En 10 temps, composé d'un laghu, d'un drutam et d'un laghu : 4 + 2 + 4

### Jampa
En 7 temps, composé d'un laghu, d'un anudrutam et d'un drutam : 4 + 1 + 2

### Triputa
En 7 temps, composé d'un laghu et de deux drutam : 3 + 2 + 2

### Ata
En 14 temps, composé de deux laghus et de deux drutams : 5 + 5 + 2 + 2

### Eka
En 4 temps, composé d'un seul laghu : 4 

## Source
- Daniel Bertrand, La musique carnatique: guide de l'écoute de la musique classique de l'Inde du Sud, Éd. du Makar, 2001.